# Dasia johnsinghi
Dasia johnsinghi (смугаста дасія) — вид сцинкоподібних ящірок родини сцинкових (Scincidae). Ендемік Індії.

## Поширення і екологія
Смугасті дасії відомі з типової місцевості, розташованої на плато Мундантурай в Західних Гатах, на території штату Тамілнад. Вони живуть у вологих тропічних лісах. Ведуть деревний спосіб життя.